# Aromadendron
Aromadendron es un género de plantas de la familia de las magnoliáceas. Flora de Tailandia.
Este género se considera un sinónimo de Magnolia. 